# Makusjino, Kurgan oblast
Makusjino (ryska Макушино) är en stad i Kurgan oblast i Ryssland. Staden ligger ungefär 180 kilometer öster om Kurgan. Folkmängden uppgår till cirka 8 000 invånare.

## Historia
Orten grundades av bönder från centrala Ryssland. Bosättningen växte när järnvägsstationen byggdes 1896. Stadsrättigheter erhölls 1963.